# Liste der Kantone im Département Finistère
Das Département Finistère liegt in der Region Bretagne in Frankreich. Es untergliedert sich in vier Arrondissements mit 27 Kantonen (französisch cantons).
Siehe auch: Liste der Gemeinden im Département Finistère
| Kanton                    | Gemeinden | Einwohner 1. Januar 2022 | Fläche km² | Dichte Einw./km² | Code INSEE | Arrondissement(e)   |
| ------------------------- | --------- | ------------------------ | ---------- | ---------------- | ---------- | ------------------- |
| Brest-1                   | 1⁄5       | 32.077                   | 6,77       | 4.738            | 2901       | Brest               |
| Brest-2                   | 1⁄5       | 35.761                   | 5,85       | 6.113            | 2902       | Brest               |
| Brest-3                   | 1 ⁄5      | 32.110                   | 46,18      | 695              | 2903       | Brest               |
| Brest-4                   | 3 1⁄5     | 35.953                   | 52,59      | 684              | 2904       | Brest               |
| Brest-5                   | 1⁄5       | 36.833                   | 9,59       | 3.841            | 2905       | Brest               |
| Briec                     | 18        | 27.901                   | 548,74     | 51               | 2906       | Châteaulin, Quimper |
| Carhaix-Plouguer          | 23        | 26.628                   | 838,00     | 32               | 2907       | Châteaulin          |
| Concarneau                | 6         | 39.401                   | 266,67     | 148              | 2908       | Quimper             |
| Crozon                    | 18        | 32.115                   | 456,80     | 70               | 2909       | Châteaulin, Quimper |
| Douarnenez                | 16        | 34.005                   | 283,48     | 120              | 2910       | Quimper             |
| Fouesnant                 | 8         | 37.849                   | 170,12     | 222              | 2911       | Quimper             |
| Guipavas                  | 3         | 40.669                   | 97,39      | 418              | 2912       | Brest               |
| Landerneau                | 9         | 29.669                   | 93,34      | 318              | 2913       | Brest               |
| Landivisiau               | 19        | 33.667                   | 404,19     | 83               | 2914       | Morlaix             |
| Lesneven                  | 17        | 36.459                   | 257,28     | 142              | 2915       | Brest               |
| Moëlan-sur-Mer            | 8         | 36.263                   | 422,47     | 86               | 2916       | Quimper             |
| Morlaix                   | 10        | 36.794                   | 246,78     | 149              | 2917       | Morlaix             |
| Plabennec                 | 13        | 41.992                   | 259,58     | 162              | 2918       | Brest               |
| Plonéour-Lanvern          | 16        | 30.306                   | 302,17     | 100              | 2919       | Quimper             |
| Plouigneau                | 16        | 28.713                   | 433,52     | 66               | 2920       | Morlaix             |
| Pont-de-Buis-lès-Quimerch | 17        | 27.828                   | 381,11     | 73               | 2921       | Châteaulin, Morlaix |
| Pont-l’Abbé               | 6         | 26.575                   | 76,06      | 349              | 2922       | Quimper             |
| Quimper-1                 | 6 1⁄2     | 41.169                   | 188,91     | 218              | 2923       | Quimper             |
| Quimper-2                 | 1⁄2       | 40.076                   | 60,64      | 661              | 2924       | Quimper             |
| Quimperlé                 | 11        | 33.325                   | 289,13     | 115              | 2925       | Quimper             |
| Saint-Pol-de-Léon         | 14        | 31.706                   | 246,07     | 129              | 2926       | Morlaix             |
| Saint-Renan               | 17        | 42.068                   | 289,57     | 145              | 2927       | Brest               |
| Département Finistère     | 277       | 927.912                  | 6.733,00   | 138              | 29         | –                   |

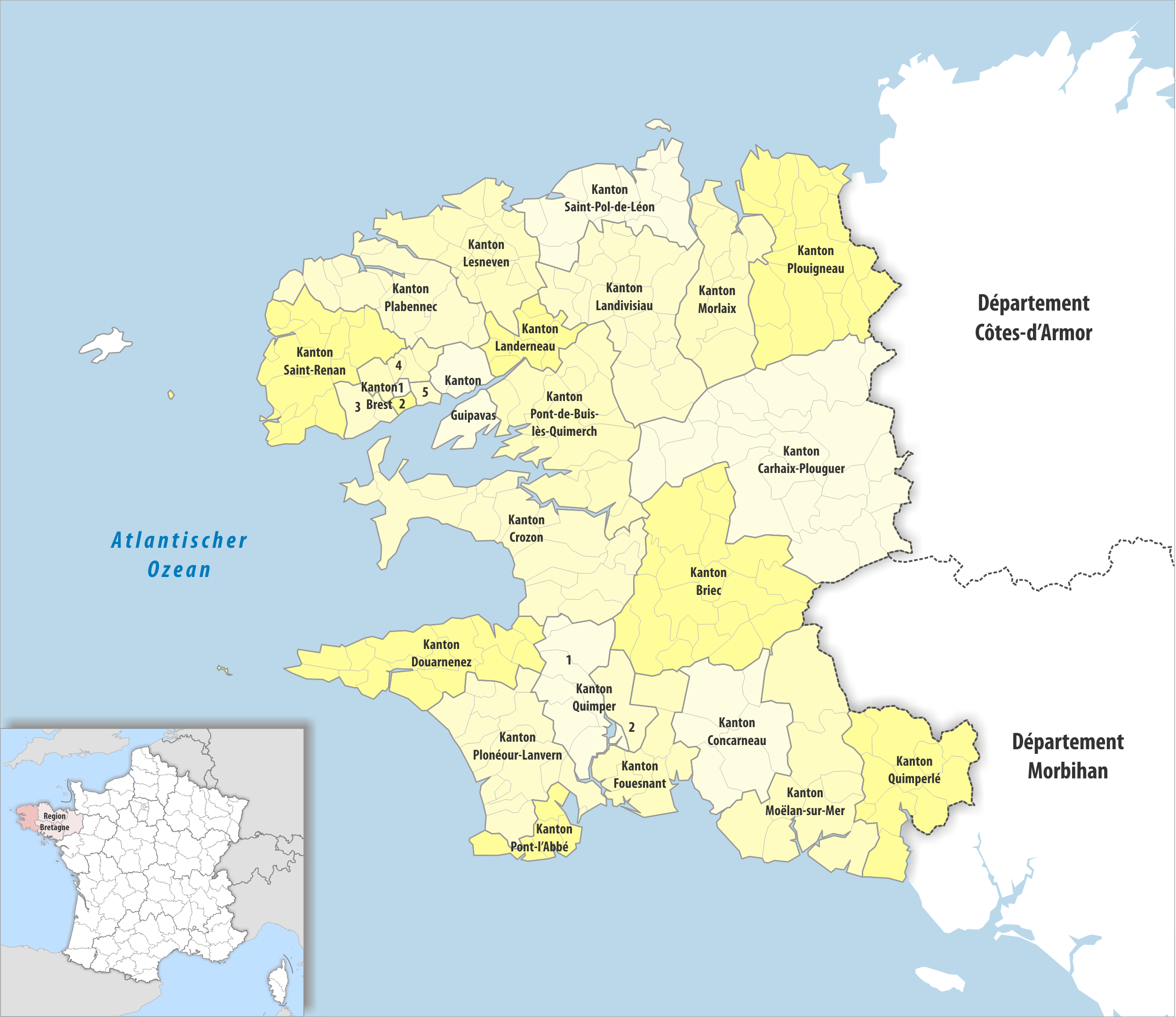
Gemeinden und Kantone im Département Finistère

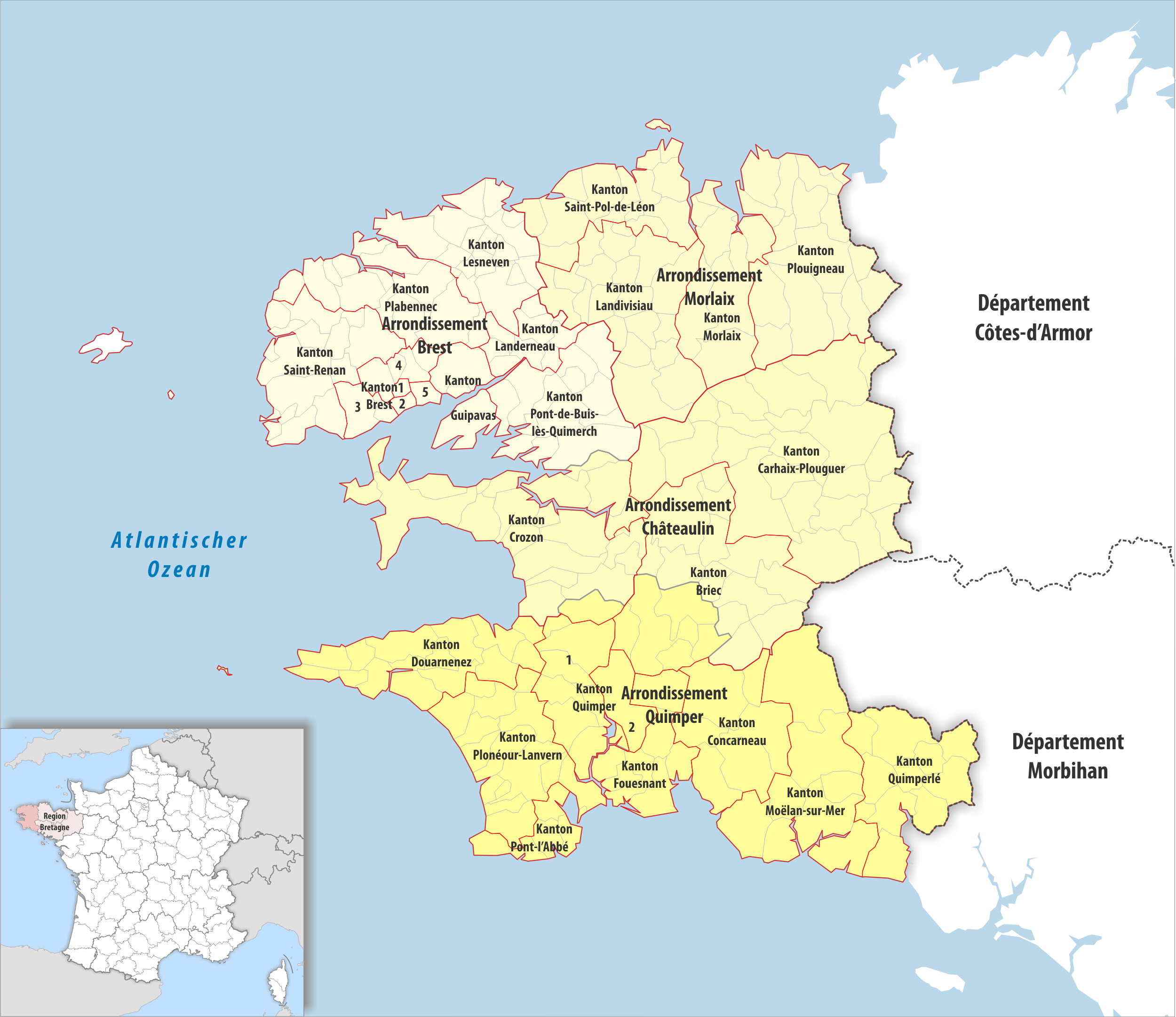
Gemeinden, Arrondissemente und Kantone im Département Finistère

Mehrere Kantone umschließen Gemeinden aus verschiedenen Arrondissements.

## Ehemalige Kantone
Vor der landesweiten Neuordnung der Kantone im März 2015 teilte sich das Département in 54 Kantone:
| Arrondissement | Kantone |
| -------------- | --- |
| Brest          | Brest-Bellevue, Brest-Cavale-Blanche-Bohars-Guilers, Brest-Centre, Brest-Kerichen, Brest-L’Hermitage-Gouesnou, Brest-Lambezellec, Brest-Plouzané, Brest-Recouvrance, Brest-Saint-Marc, Brest-Saint-Pierre, Daoulas, Guipavas, Landerneau, Lannilis, Lesneven, Ouessant, Plabennec, Ploudalmézeau, Ploudiry, Saint-Renan |
| Châteaulin     | Carhaix-Plouguer, Châteaulin, Châteauneuf-du-Faou, Crozon, Le Faou, Huelgoat, Pleyben |
| Morlaix        | Landivisiau, Lanmeur, Morlaix, Plouescat, Plouigneau, Plouzévédé, Saint-Pol-de-Léon, Saint-Thégonnec, Sizun, Taulé |
| Quimper        | Arzano, Bannalec, Briec, Concarneau, Douarnenez, Fouesnant, Guilvinec, Plogastel-Saint-Germain, Pont-Aven, Pont-Croix, Pont-l’Abbé, Quimper-1, Quimper-2, Quimper-3, Quimperlé, Rosporden, Scaër |